# Keizerskaars
Keizerskaars of oranje toorts (Verbascum phlomoides) is een tweejarige plant uit de helmkruidfamilie (Scrophulariaceae). De keizerskaars komt in heel Europa voor, maar vooral in Zuid- en Centraal-Europa. Hij heeft een voorliefde voor graslanden en akkers met stenige bodems. Het aantal chromosomen is 2n = 32 of 34.
De plant, die een hoogte kan bereiken van 30 tot 150 cm, vormt een rozet van gesteelde tongachtige bladeren waaruit een bloeistengel ontspruit met gele bloemen die bloeien van juli tot augustus. De bloeiwijze is een dichte, aarvormige, wollige tros. Zowel de bloeiwijze als de bladeren zijn bekleed met witte of gele sterhaartjes die de plant beschermen tegen uitdroging.
De vrucht is een doosvrucht met 0,5-0,8 mm grote zaden.

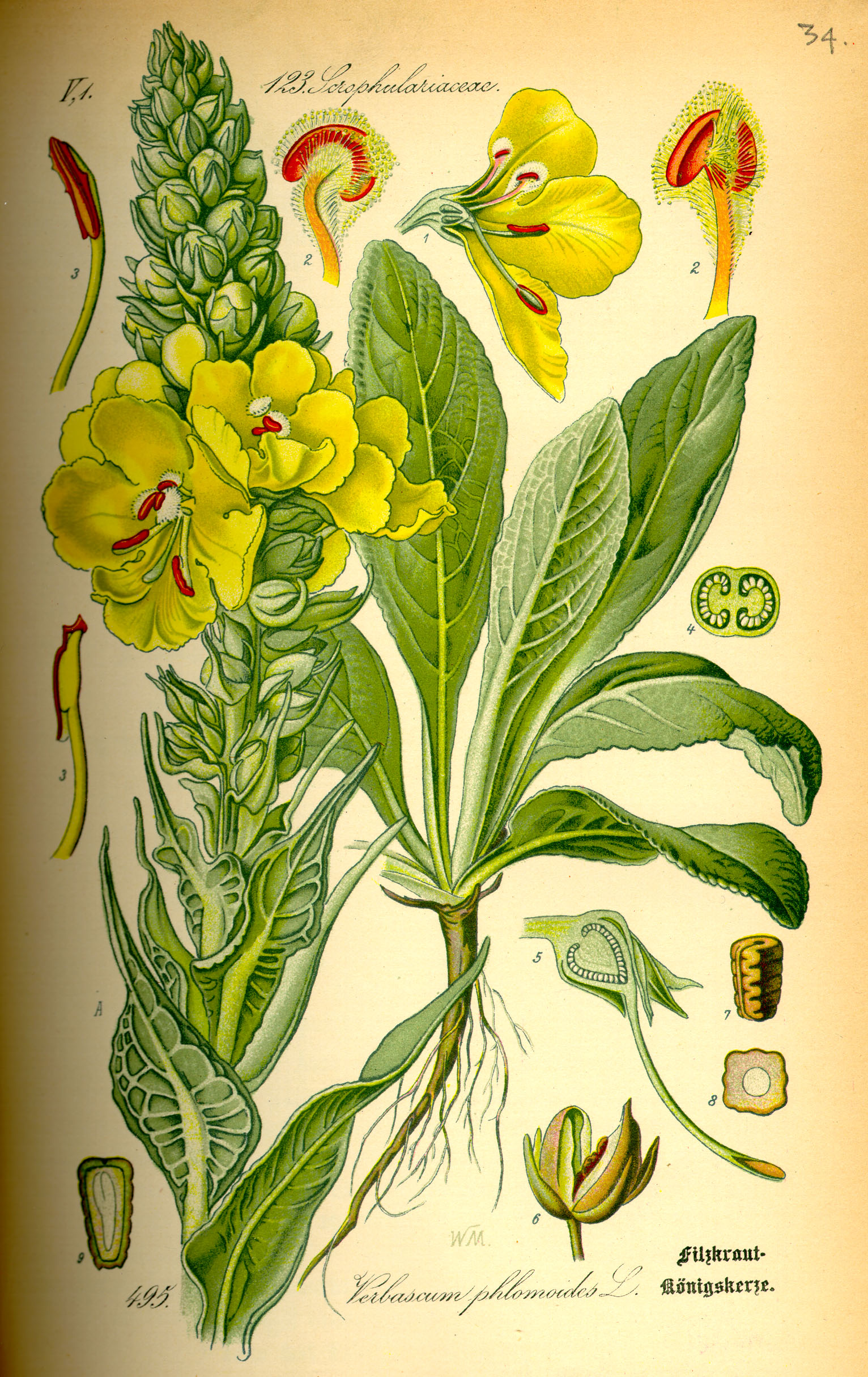
Illustratie
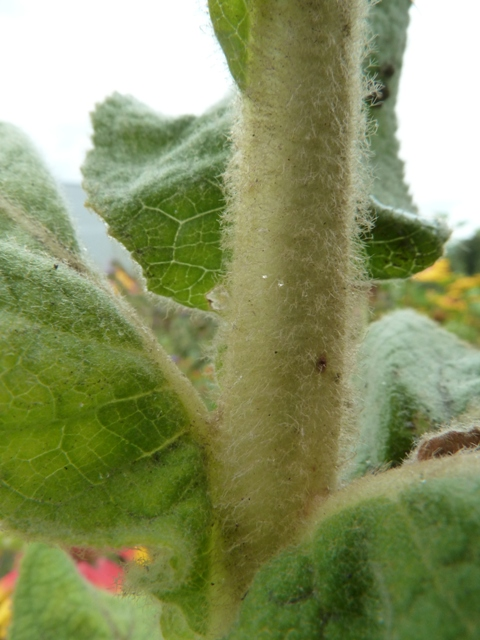
Stengel
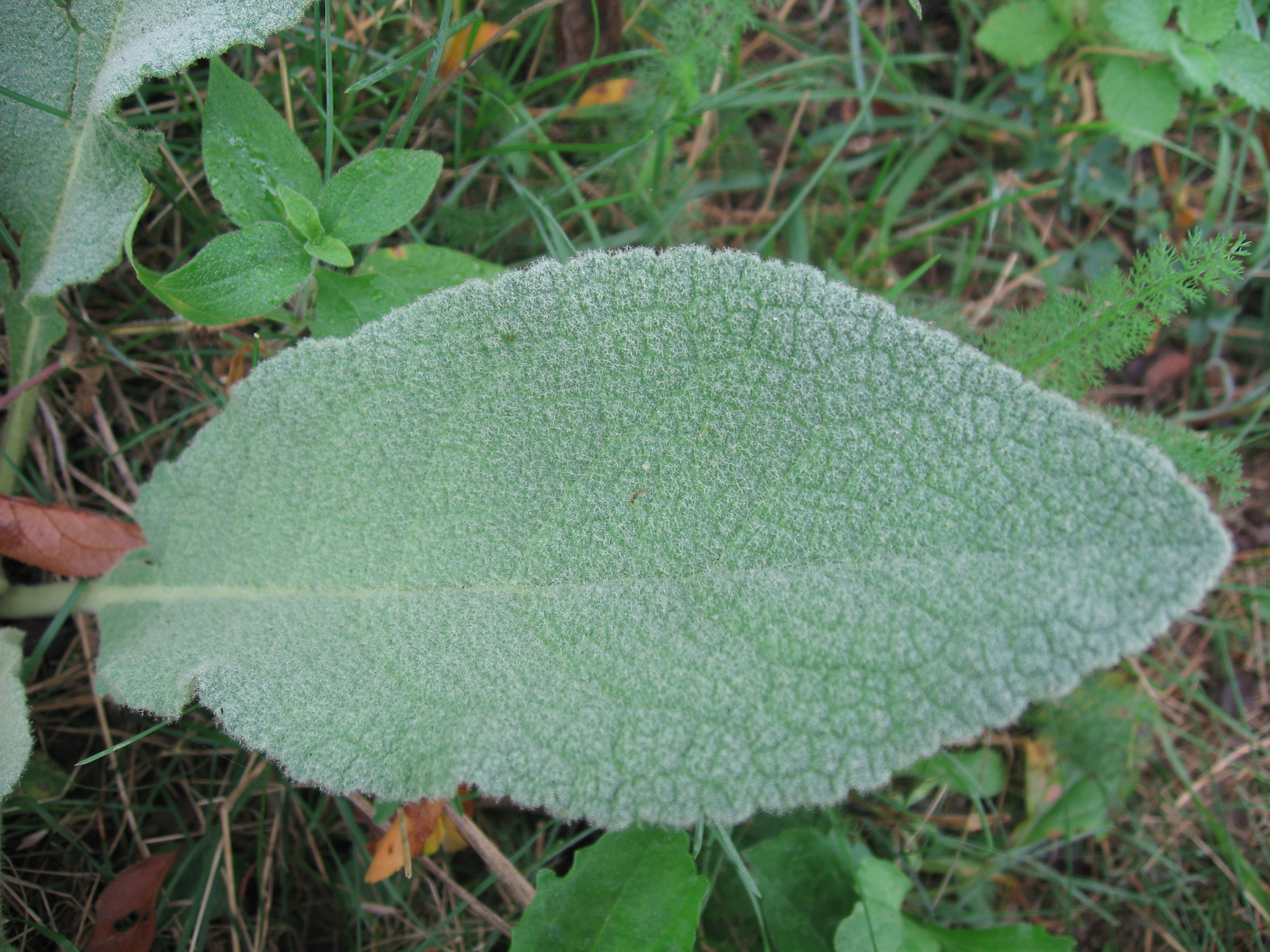
Blad
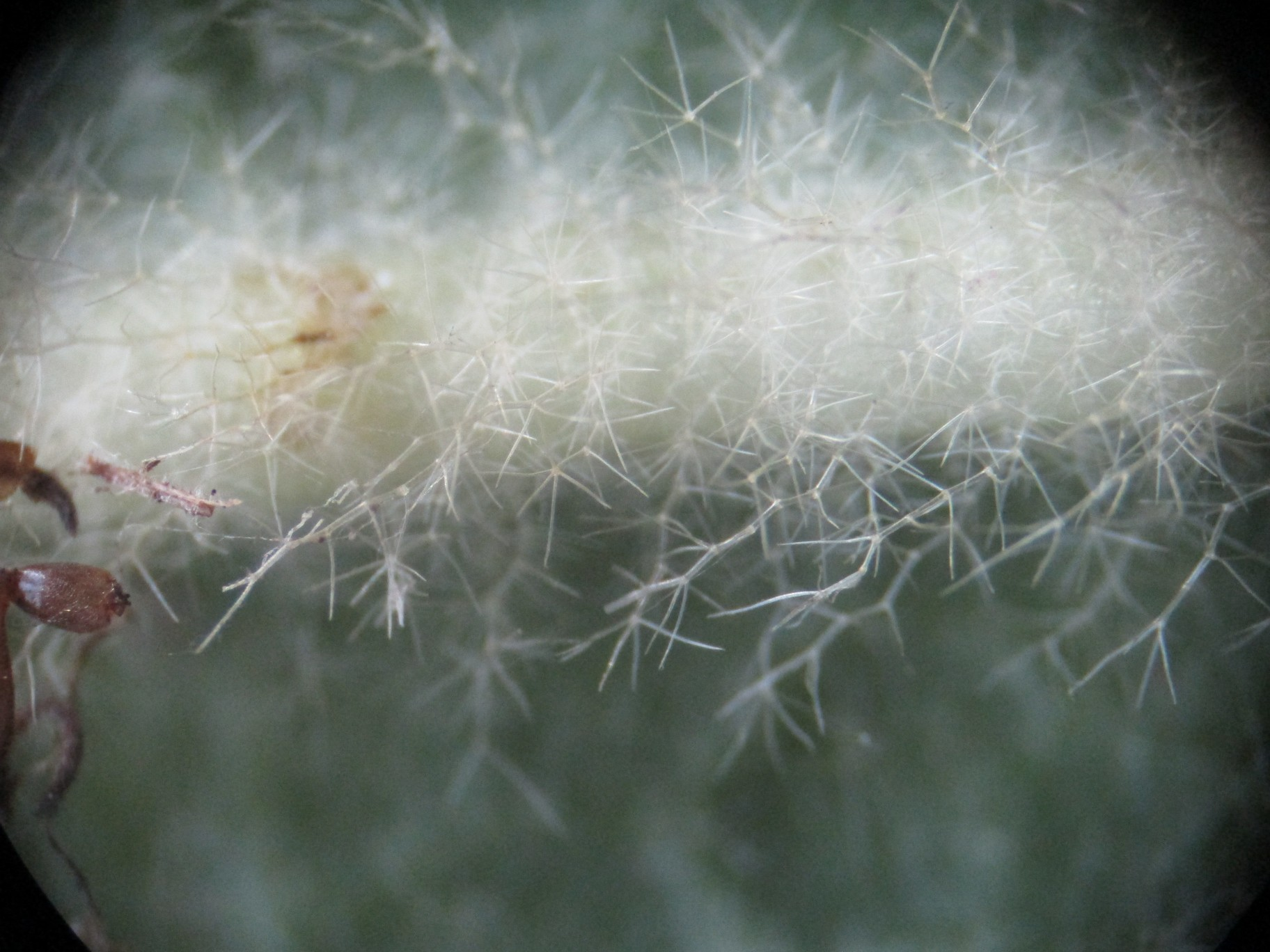
Achterzijde blad met sterharen
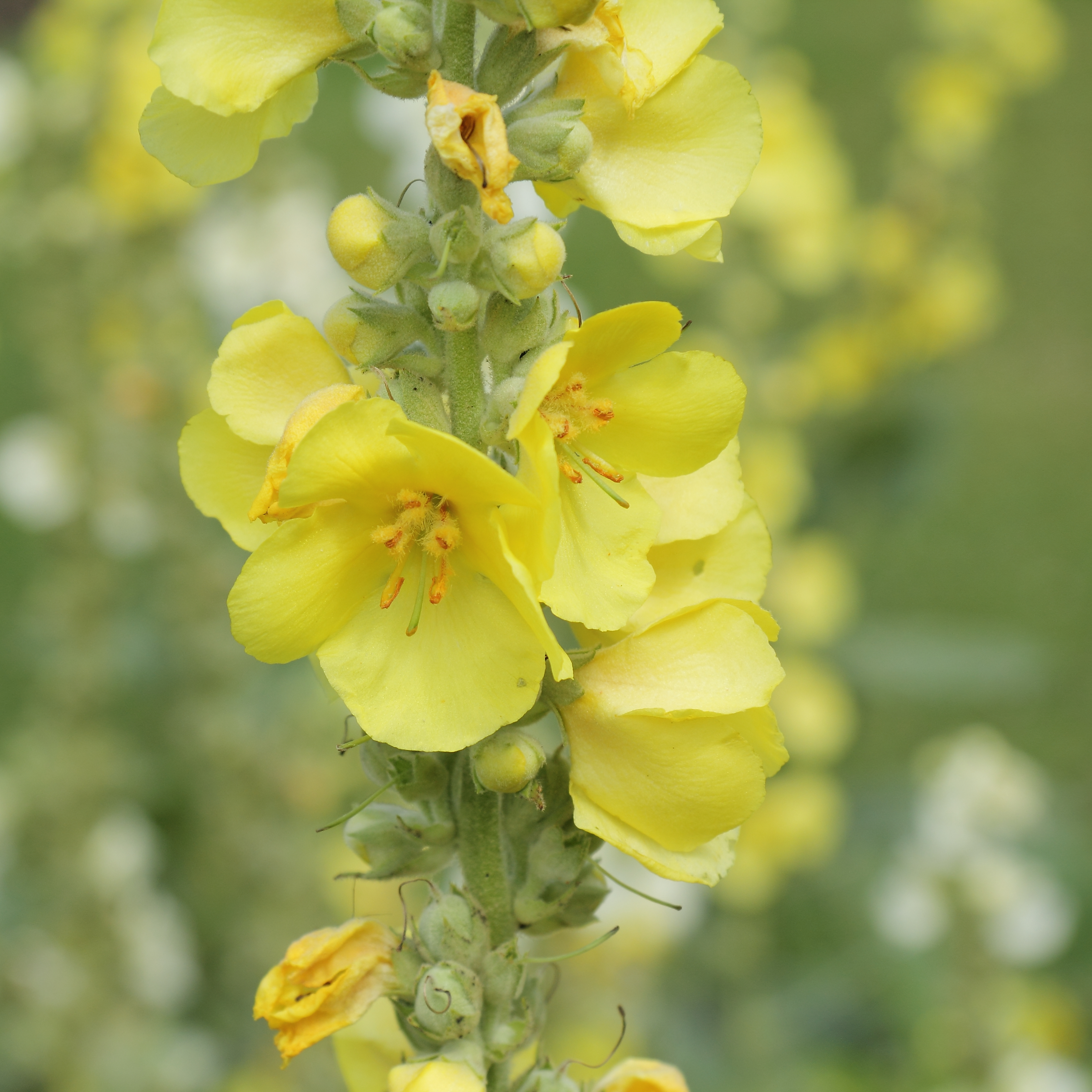
Bloemen
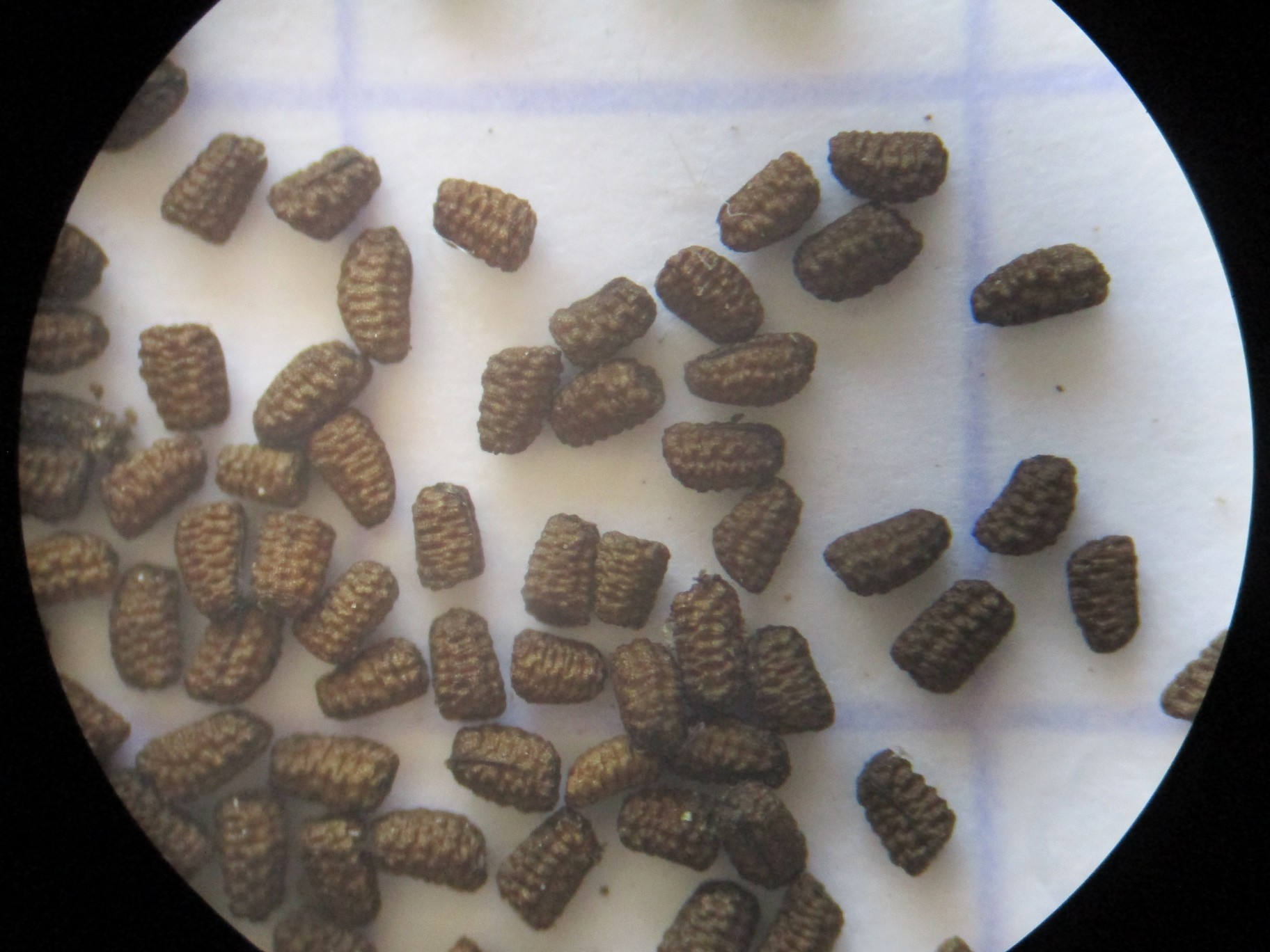
Zaden